# アルザオ
アルザオ (Alzao) とは、アメリカ合衆国ケンタッキー州出身のサラブレッド競走馬である。競走成績は振るわなかったものの、種牡馬として大成功を収めた。

## 経歴
ジャン＝リュック・ラガルデール所有の元でイギリス・フランス・イタリアで競走馬生活を送り、イタリアの重賞エリントン賞（G3）を優勝、その他フランスでラ・クープ・ド・メゾンラフィット（G3）で2着に入っている。その競走成績はさほど強調できるほどものではなかったが、アイルランドのラスバリースタッドを経営するリアム・キャッシュマンが種牡馬としての可能性を見出して購入を打診、1985年から同牧場で種牡馬入りした。
初年度産駒からアイルランド最優秀2歳牝馬となったPass the Peace、アメリカでビヴァリーヒルズハンデキャップに勝ったAlcandoなどを出す成功を収め、1990年からはクールモアスタッドで供用されるようになった。アルザオは15頭のG1優勝馬を輩出したが、活躍馬にはAlpride（イエローリボンステークス）やシャトゥーシュ（オークス）など牝馬が多く、フィリーサイアーとみなされている。2005年4月27日には産駒のステークスウィナーの頭数が100頭の大台に達した。2005年時点の種付け料は7,500ユーロであった。2006年に種牡馬を引退し、アイルランドクールモアのキャッスルハイド分場で余生を過ごした。2007年死亡。
日本では、繁殖牝馬として日本へ輸入された産駒の1頭であるウインドインハーヘアが三冠馬・ディープインパクト（父・サンデーサイレンス）を産んだことが、アルザオの名前を広く知らしめる契機となった。他の産駒ではチェヴァリーパークステークスなどに勝ったカプリッチョーサが繁殖牝馬として日本に輸入され、中山牝馬ステークス優勝馬ニシノブルームーンを産んでいる。母の父（BMS）としてはタイムパラドックス、Aussie Rules（仏2000ギニー）、Relaxed Gesture（カナディアンインターナショナルステークス）などを出している。

## 主な産駒
- Second Set（サセックスステークス）
- *シャトゥーシュ Shahtoush（オークス）
- Winona（アイリッシュオークス）
- Matiya（アイリッシュ1000ギニー）
- Alborada（チャンピオンステークス2回）
- Pass the Peace（チェヴァリーパークステークス）
- *カプリッチョーサ（チェヴァリーパークステークス、モイグレアスタッドステークス）
- Alcando（ビヴァリーヒルズハンデキャップ）
- Alcazar（ロワイヤル・オーク賞）
- Timi（伊オークス）
- *ウインドインハーヘア（アラルポカル）

## 血統表
| アルザオの血統      | アルザオの血統                                                                                   | アルザオの血統                                                                                   | （血統表の出典）                                                                                 | （血統表の出典） |
| 父系                | リファール系                                                                                     | リファール系                                                                                     | リファール系                                                                                     | [ § 2 ]          |
| 父 Lyphard 1969     | 父の父Northern Dancer 1961                                                                       | Nearctic                                                                                         | Nearco                                                                                           | Nearco           |
| 父 Lyphard 1969     | 父の父Northern Dancer 1961                                                                       | Nearctic                                                                                         | Lady Angela                                                                                      |                  |
| 父 Lyphard 1969     | 父の父Northern Dancer 1961                                                                       | Natalma                                                                                          | Native Dancer                                                                                    | Native Dancer    |
| 父 Lyphard 1969     | 父の父Northern Dancer 1961                                                                       | Natalma                                                                                          | Almahmoud                                                                                        |                  |
| 父 Lyphard 1969     | 父の母Goofed 1960                                                                                | Court Martial                                                                                    | Fair Trial                                                                                       | Fair Trial       |
| 父 Lyphard 1969     | 父の母Goofed 1960                                                                                | Court Martial                                                                                    | Instantaneous                                                                                    |                  |
| 父 Lyphard 1969     | 父の母Goofed 1960                                                                                | Barra                                                                                            | Formor                                                                                           | Formor           |
| 父 Lyphard 1969     | 父の母Goofed 1960                                                                                | Barra                                                                                            | La Favorite                                                                                      |                  |
| 母 Lady Rebecca1971 | 母の父Sir Ivor 1965                                                                              | Sir Gaylord                                                                                      | Turn-to                                                                                          | Turn-to          |
| 母 Lady Rebecca1971 | 母の父Sir Ivor 1965                                                                              | Sir Gaylord                                                                                      | Somethingroyal                                                                                   |                  |
| 母 Lady Rebecca1971 | 母の父Sir Ivor 1965                                                                              | Attica                                                                                           | Mr. Trouble                                                                                      | Mr. Trouble      |
| 母 Lady Rebecca1971 | 母の父Sir Ivor 1965                                                                              | Attica                                                                                           | Athenia                                                                                          |                  |
| 母 Lady Rebecca1971 | 母の母Pocahontas II 1955                                                                         | Roman                                                                                            | Sir Gallahad                                                                                     | Sir Gallahad     |
| 母 Lady Rebecca1971 | 母の母Pocahontas II 1955                                                                         | Roman                                                                                            | Buckup                                                                                           |                  |
| 母 Lady Rebecca1971 | 母の母Pocahontas II 1955                                                                         | How                                                                                              | Princequillo                                                                                     | Princequillo     |
| 母 Lady Rebecca1971 | 母の母Pocahontas II 1955                                                                         | How                                                                                              | The Squaw                                                                                        |                  |
| 母系(F-No.)         | (FN:9-h)                                                                                         | (FN:9-h)                                                                                         | (FN:9-h)                                                                                         | [ § 3 ]          |
| 5代内の近親交配     | Mahmoud 5×5=6.25% Pharos＝Fairway 5・5=6.25% Pharamond＝Sickle 5・5=6.25% Princequillo 5･4=9.38% | Mahmoud 5×5=6.25% Pharos＝Fairway 5・5=6.25% Pharamond＝Sickle 5・5=6.25% Princequillo 5･4=9.38% | Mahmoud 5×5=6.25% Pharos＝Fairway 5・5=6.25% Pharamond＝Sickle 5・5=6.25% Princequillo 5･4=9.38% | [ § 4 ]          |
| 出典                | 1. 2. 3. 4.                                                                                      | 1. 2. 3. 4.                                                                                      | 1. 2. 3. 4.                                                                                      | 1. 2. 3. 4.      |